# El reto de Hilbert
El reto de Hilbert: los 23 problemas que desafiaron a la matemática (en inglés: The Hilbert challenge: A perspective on twentieth century mathematics) es un libro escrito por el matemático e historiador Jeremy J. Gray en el año 2000, que trata acerca de la historia de los 23 problemas matemáticos propuestos por David Hilbert en el II Congreso Internacional de Matemáticos celebrado en París en 1900.
El libro habla del origen y evolución de los problemas, por medio de la biografía de David Hilbert, y de su interacción con distintos matemáticos y pensadores de la época.